# Mathematical Inequalities and Applications
Mathematical Inequalities and Applications (MIA, Math. Inequal. Appl.), međunarodni je matematički časopis sa sjedištem u Zagrebu. U njemu se obrađuju matematičke nejednakosti i njihove primjene. Glavni urednik je hrvatski akademik Josip Pečarić. U uredništvu lista je šezdesetak istaknutih znanstvenika iz više od dvadeset zemalja širom svijeta (Hrvatska, SAD, Francuska, Rusija, Španjolska, Kanada, Mađarska, Danska, Italija, Švedska, Njemačka, Iran, Rumunjska, Irska, Češka, Finska, Japan, Srbija). Prvi je broj izašao 1998. godine. MIA izlazi četiri puta godišnje.
Ostvario je rastući čimbenik utjecaja po JCR-u u zadnjih pet godina. 2013. bio je 0,485, 2014. bio je 0,645, 2015. je opao na 0,544, a već 2016. porastao je na 0,603 i 2017. na 0,649. CiteScore 2017. bio je 0,62. SJR 2017. bio je 0,600, a SNIP iste godine 0,575. U bazi Web of Science za 2018. godinu, nalazi se u prvom kvartilu (Q1) časopisa u kategoriji Matematika.
Sadržaj je indeksiran u Mathematical Reviews (MathSciNet), Zentralblatt MATH (ZMATH), Referativnyi Zhurnal – Matematika, Science Citation Index – Expanded (ISI Web of Science), Scopusu i Google Scholaru.

## Vanjske poveznice
- Službene stranice